# Seznam britanskih glasbenih skupin
Seznam britanskih glasbenih skupin.

## S
- Scooch
- Steps

## T
- The Beatles